# Portals Vells
Portals Vells – miejscowość w Hiszpanii, na Balearach, na Majorce, w comarce Serra de Tramuntana, w gminie Calvià.
Według danych INE w 2020 roku liczyła 43 mieszkańców – 20 mężczyzn i 23 kobiety. 